# Vícemilice
Vícemilice jsou vesnice v okrese Vyškov, ležící 1,5 km jihovýchodně od Bučovic na pravém břehu Litavy, v nadmořské výšce 226 m n. m. Ve 14. a 15. století zněl nejčastěji název vsi Vícemilice; pak a hlavně v 16. a 17. století je běžná forma Vicomělice. Po roce 1918 došlo k návratu k dříve používanému Vícemilice. V roce 1960 byly spojeny s Bučovicemi.

## Historie
První zmínka je z roku 1349, kdy jsou podle vsi pojmenováni Jaroš a Kojata z Vicomělic. Za vlastnictví Bernarda Ant. Brabanského z Chobřan, kolem roku 1700 byl postaven zámek Vícemilický, později upraven v barokním slohu. Roku 1798 statek koupil Alois I. z Lichtenštejna. Zámek byl zbourán v roce 2020 a na jeho místě bylo postaveno v developerském projektu nových 99 bytových jednotek.

## Obyvatelstvo

### Struktura
Vývoj počtu obyvatel za celou obec i za jeho jednotlivé části uvádí tabulka níže, ve které se zobrazuje i příslušnost jednotlivých částí k obci či následné odtržení.
| Místní části   | Místní části    | 1869 | 1880 | 1890 | 1900 | 1910 | 1921 | 1930 | 1950 | 1961 | 1970 | 1980 | 1991 | 2001 | 2011 |
| -------------- | --------------- | ---- | ---- | ---- | ---- | ---- | ---- | ---- | ---- | ---- | ---- | ---- | ---- | ---- | ---- |
| Počet obyvatel | část Vícemilice | 685  | 747  | 726  | 763  | 858  | 831  | 813  | 830  | 816  | 775  | 804  | 726  | 738  | 743  |
| Počet domů     | část Vícemilice | 116  | 124  | 133  | 145  | 168  | 178  | 198  | 228  | –    | 213  | 219  | 241  | 251  | 258  |

## Pamětihodnosti
- Barokní socha sv. Jana Nepomuckého z poloviny 18. století
- Socha sv. Jana Nepomuckého kolem roku 2000 ukradena. Na hody, v květnu 2002, na původním podstavci postavena a vysvěcena nová – autorem je místní rodák, sochař-řezbář Josef Staněk mladší

## Ochrana přírody
V katastru obce se nachází tato chráněná území:
- Evropsky významné lokality: Černecký a Milonický hájek

### Spolky
- Hasičský sbor od roku 1893
- V roce 1990 došlo k založení fotbalového oddílu Tělovýchoná jednota Vícemilice. V roce 2013 se krátce jmenuje Kosmos Vícemilice a od roku 2016 opět Tělovýchovná jednota Vícemilice.

### Vodní nádrže
- Zbudované nádrže s biocentrem se nacházejí v katastrálním území Vícemilice. Leží v prostoru původního, dávno zaniklého rybníka jihozápadně od obce. Maximálně využívají prostor mezi řekou Litavou a polohou plánované přeložky železnice.

- Kaskáda dvou nádrží je navržena tak, aby byla samostatně vypustitelná. Rybníky mají rozsáhlé pobřežní pásmo a jsou dotovány náhonem z Litavy, který je opatřen tůní k usazení splavenin z řeky.

- Nádrže mají schopnost zadržet významný objem vody při mimořádných průtocích v Litavě.[4]